# Anaxyrus exsul
Anaxyrus exsul es una especie de anfibio anuro de la familia Bufonidae que habita en zonas de California, Estados Unidos. La especie está considerada como vulnerable en la lista Roja de la UICN. Se encuentra en peligro de extinción debido a la pérdida de su hábitat natural.